# Mélykút
Mélykút is een plaats (nagyközség) en gemeente in het Hongaarse comitaat Bács-Kiskun. Mélykút telt 5775 inwoners (2005).